# Београд некад и сад
Београд некад и сад је југословенски филм из 1982. године. Режирао га је Слободан Радовић, а сценарио су писали Матија Бећковић и Бранислав Нушић

## Улоге
| Глумац                     | Улога                   |
| -------------------------- | ----------------------- |
| Нада Касапић               | Станија, Перса & Мируна |
| Властимир Ђуза Стојиљковић | Станојло & Јагош        |
| Јелисавета Саблић          | Милева & Лора           |
| Марко Николић              | Неша, Никола & Петар    |
| Мирјана Карановић          | Љуба, Буба & Ингрид     |
| Раде Марјановић            | Милан, Дуле & Гласовир  |
| Горан Букилић              | Велимир & Миле          |
| Тања Бошковић              | Собарица II             |
| Даница Максимовић          | Собарица I              |